# Pigeon Lake, Ontario
Pigeon Lake är en sjö i den kanadensiska provinsen Ontario. Den ligger i Peterborough County (primärkommunerna Selwyn och Trent Lakes) och enhetskommunen Kawartha Lakes, i den sydöstra delen av landet, 240 km väster om huvudstaden Ottawa. Pigeon Lake ligger 244 meter över havet.